# Team Dimension Data/Saison 2019
Dieser Artikel listet Erfolge und Fahrer des Radsportteams Dimension Data in der Saison 2019 auf.

## Erfolge in der UCI WorldTour
In den Rennen der Saison 2019 der UCI WorldTour gelangen die nachstehenden Erfolge.
| Datum   | Rennen                          | Fahrer               |
| ------- | ------------------------------- | -------------------- |
| 9. Juni | 1. Etappe Critérium du Dauphiné | Edvald Boasson Hagen |

## Erfolge in der UCI Asia Tour
In den Rennen der Saison 2019 der UCI Asia Tour gelangen die nachstehenden Erfolge.
| Datum       | Rennen                 | Kat. | Fahrer          |
| ----------- | ---------------------- | ---- | --------------- |
| 21. Februar | 6. Etappe Tour of Oman | 2.HC | Giacomo Nizzolo |

## Erfolge in der UCI Europe Tour
In den Rennen der Saison 2019 der UCI Europe Tour gelangen die nachstehenden Erfolge.
| Datum      | Rennen                             | Kat. | Fahrer               |
| ---------- | ---------------------------------- | ---- | -------------------- |
| 6. Februar | 1. Etappe Valencia-Rundfahrt (EZF) | 2.1  | Edvald Boasson Hagen |
| 30. Mai    | 3. Etappe Norwegen-Rundfahrt       | 2.HC | Edvald Boasson Hagen |
| 23. Juni   | 5. Etappe Slowenien-Rundfahrt      | 2.HC | Giacomo Nizzolo      |
| 13. August | 1. Etappe Vuelta a Burgos          | 2.HC | Giacomo Nizzolo      |

## Erfolge bei den Nationalen Straßen-Radsportmeisterschaften
In den Rennen zu den Nationalen Straßen-Radsportmeisterschaften 2018 gelangen die nachstehenden Erfolge.
| Datum    | Rennen                                       | Fahrer                 |
| -------- | -------------------------------------------- | ---------------------- |
| 28. Juni | Eritreische Meisterschaft – Einzelzeitfahren | Amanuel Gebreigzabhier |

## Mannschaft
| Teamkader 2019                            | Teamkader 2019    | Teamkader 2019         | Teamkader 2019                        |
| Name                                      | Geburtsdatum      | Land                   | Vorheriges Team                       |
| ----------------------------------------- | ----------------- | ---------------------- | ------------------------------------- |
| Lars Bak                                  | 16. Januar 1980   | Dänemark               | Lotto-Soudal (2018)                   |
| Edvald Boasson Hagen                      | 17. Mai 1987      | Norwegen               | Team Sky (2014)                       |
| Mark Cavendish                            | 21. Mai 1985      | Vereinigtes Königreich | Etixx-Quick Step (2015)               |
| Steve Cummings                            | 19. März 1981     | Vereinigtes Königreich | BMC Racing Team (2014)                |
| Scott Davies                              | 5. August 1995    | Vereinigtes Königreich | Team Wiggins (2017)                   |
| Stefan de Bod                             | 17. November 1996 | Südarfika              | Dimension Data for Qhubeka (2018)     |
| Nic Dlamini                               | 12. August 1995   | Südarfika              | Dimension Data for Qhubeka (2017)     |
| Bernhard Eisel                            | 17. Februar 1981  | Österreich             | Team Sky (2015)                       |
| Enrico Gasparotto                         | 22. März 1982     | Italien                | Bahrain-Merida (2018)                 |
| Amanuel Ghebreigzabhier                   | 17. August 1994   | Eritrea                | Dimension Data for Qhubeka (2017)     |
| Ryan Gibbons                              | 13. August 1994   | Südarfika              | Dimension Data for Qhubeka (2016)     |
| Jacques Janse van Rensburg                | 6. September 1987 | Südarfika              | Burgos 2016-Castilla y León (2011)    |
| Reinardt Janse van Rensburg               | 3. Februar 1989   | Südarfika              | Giant-Shimano (2014)                  |
| Ben King                                  | 22. März 1989     | Vereinigte Staaten     | Cannondale-Drapac (2016)              |
| Roman Kreuziger                           | 6. Mai 1986       | Tschechien             | Mitchelton-Scott (2018)               |
| Gino Mäder                                | 4. Januar 1997    | Schweiz                | IAM Excelsior (2018)                  |
| Louis Meintjes                            | 21. Februar 1992  | Südarfika              | UAE Team Emirates (2017)              |
| Giacomo Nizzolo                           | 30. Januar 1989   | Italien                | Trek-Segafredo (2018)                 |
| Ben O’Connor                              | 25. November 1995 | Australien             | Avanti IsoWhey Sports (2016)          |
| Mark Renshaw                              | 22. Oktober 1982  | Australien             | Etixx-Quick Step (2015)               |
| Tom-Jelte Slagter                         | 1. Juli 1989      | Niederlande            | Cannondale-Drapac (2017)              |
| Jay Robert Thomson                        | 12. April 1986    | Südarfika              | UnitedHealthcare (2012)               |
| Rasmus Tiller                             | 28. Juli 1996     | Norwegen               | Joker Icopal (2018)                   |
| Michael Valgren                           | 7. Februar 1992   | Dänemark               | Astana (2018)                         |
| Jacobus Venter                            | 13. Februar 1987  | Südarfika              | Differdange-Magic-SportFood.de (2012) |
| Julien Vermote                            | 26. Juli 1989     | Belgien                | Quick-Step Floors (2017)              |
| Danilo Wyss                               | 26. August 1985   | Schweiz                | BMC Racing Team (2018)                |
|                                           |                   |                        |                                       |
| Quellen: ProCyclingStats Cycling Quotient |                   |                        |                                       |